# Bill Randolph
Bill Randolph (* 11. Oktober 1953 in Detroit) ist ein US-amerikanischer Bühnen-, Fernseh- und Filmschauspieler sowie Grafikdesigner.

## Wirken
Erste Erfahrungen sammelte Randolph in Schulaufführungen. Nach seinem Schulabschluss studierte er Theaterschauspiel am Allan Hancock College in Santa Maria (Kalifornien). 1977 wurde er als Teil des Darsteller-Ensembles des Disco-Musicals St. Joan of the Microphone, das wiederholt auf diversen Festivals in New York City aufgeführt wurde. Später war er rund zwei Jahre lang einer der Akteure in dem Broadway-Stück Gemini.
Eine erste Filmrolle hatte Randolph 1980 in dem Psychothriller Dressed to Kill. Seine wohl bekannteste Filmrolle spielte er ein Jahr später im Horrorfilm Freitag der 13. – Jason kehrt zurück. Neben seinen Filmauftritten hatte Randolph auch Rollen in den Serien Polizeirevier Hill Street, Trauma Center und Jung und Leidenschaftlich – Wie das Leben so spielt.
Anfang der 1990er-Jahre kehrte Randolph der Schauspielerei weitestgehend den Rücken, um sich beruflich umzuorientieren und wurde Grafikdesigner bei den Daily News. 

## Filme und Serien
- 1980: Dressed to Kill
- 1981: Freitag der 13. – Jason kehrt zurück (Friday the 13th Part 2)
- 1981: The First Time
- 1983: Polizeirevier Hill Street (TV-Serie, 1 Episode)
- 1983: Trauma Center (TV-Serie, 13 Episoden)
- 1984: Comedy-Zone (TV-Serie, 2 Episoden)
- 1985: Double Negative (Kurzfilm)
- 1988: Eine Frau steht ihren Mann
- 1989: Penn & Teller Get Killed
- 1991: Guilty as Charged
- 1999: Jung und Leidenschaftlich – Wie das Leben so spielt (TV-Serie, 1 Episode)